# Загонетне приче
Загонетне приче је назив награђиваног серијала књига Уроша Петровића. Реч је о иновантивним причама за решавање чија је радна смештена у необично траперско насеље из прошлости, измештено из конвенционалне историје и географије. Прво издање првог наставка објављено је 2004. године, док је прво издање петог, последњег дела објављено 17. октобра 2012. године. Наставци су добили награде Пријатеља деце Србије „Невен“ за најбоље књиге из области популарне науке,као и награду „Доситејево перо“. Поједини наставци серијала Загонетне приче објављени су у Грчкој, Мађарској, Северној Македонији и Чешкој, као и на енглеском језику.